# Lingulatus longulus
Espèce
Lingulatus longulus est une espèce d'araignées aranéomorphes de la famille des Phrurolithidae.

## Distribution
Cette espèce est endémique du Sichuan en Chine,. Elle se rencontre dans le xian de Xingwen.

## Description
Le mâle holotype mesure 2,99 mm.

## Systématique et taxinomie
Cette espèce a été décrite par Mu et Zhang en 2022.

## Publication originale
- Mu & Zhang, 2022 : « Lingulatus gen. nov., a new genus with description of three new species and one new combination (Araneae: Phrurolithidae). » Zootaxa, no 5178(3), p. 265-277.